# Paskuqan alközség
Paskuqan alközség harmadik szintű közigazgatási egység Albánia középső részén, Tirana közvetlen északi szomszédságában, a főváros elővárosi övezetének része. Tirana megyén belül Kamza község része. Székhelye Paskuqan, további települései Babruja, Fusha e Kërçikëve, Kodër-Babruja, Kodra e Kuqe, Paskuqan-Fusha, Paskuqan-Kodra és Shpat. A 2011-es népszámlálás alapján a Tiranával mára összeépült alközség népessége 37 349 fő.
Paskuqan alközség a Lezha–Tiranai-síkság kistája, a Tiranai-sík északi részén, a Tërkuza és a Tirana folyók közén elterülő dombvidéken fekszik. A terület legmagasabb pontjai a Paskuqani-domb (Kodra e Paskuqanit, 179 m), a Vörös-hegy (Maja e Kuqe, 214 m) és a Babrujai-hegy (Maja e Babrusë, 306 m). Az alközségközpont mellett terül el az 1,1 km²-es felületű, mesterségesen létrehozott Paskuqani-tó (Liqeni i Paskuqanit).
Paskuqannál 1959-ben feltártak egy kora római kori, latin feliratos sírsztélét az i. e. 3–2. századból, amely a tiranai Nemzeti Történeti Múzeum állandó kiállításán is megtekinthető. Az alközség települései az 1991-es rendszerváltás óta robbanásszerű növekedésnek indultak, és napjainkra a főváros északi elővárosi övezetét alkotják.